# Rhizoecus globosus
Rhizoecus globosus är en insektsart som beskrevs av James 1935. Rhizoecus globosus ingår i släktet Rhizoecus och familjen ullsköldlöss.
Artens utbredningsområde är Kenya. Inga underarter finns listade i Catalogue of Life.